# 子宫癌
子宫癌（Uterine cancer）為發源自子宮的所有癌症之統稱。最常見的為子宮頸癌，為第二常見的婦女癌症。次常見的為子宫内膜癌，同時也是已開發國家中第四常見的婦女癌症。風險因子根據不同癌症而定，最常見的風險因子為肥胖症、年老，以及感染人類乳突病毒。疾病進展初期可能沒有症狀，也可能會有不正常陰道出血的症狀。早期發現一般能手術切除，如果進犯到其他地方，則需採取化学疗法、放射線療法，再配合外科切除進行治療。